# Shoemakeroides cornigerus
Shoemakeroides cornigerus is een vlokreeftensoort uit de familie van de Pleustidae. De wetenschappelijke naam van de soort is voor het eerst geldig gepubliceerd in 1964 door Clarence Raymond Shoemaker.